# .aw
.awは国別コードトップレベルドメイン（ccTLD）の一つで、オランダの自治州アルバに割り当てられている。このドメインはSETARによって管理されている。
第二レベルドメインの登録は認められているが、.com.awというサブドメインを使用して、商業的サイトだと明示することも出来る。